# Debissonia pravacauda
Debissonia pravacauda är en kräftdjursart som först beskrevs av N. de B. Hornibrook 1952.  Debissonia pravacauda ingår i släktet Debissonia och familjen Cytheralisonidae. Inga underarter finns listade i Catalogue of Life.